# Плей-оф Світової групи Кубка Федерації 2008
Плей-оф Світової групи 2008 — жіночі тенісні матчі між чотирма збірними, що програли в першому раунді змагань Світової групи, і чотирма збірними, що перемогли в матчах Світової групи II. Збірні, що перемогли в цих матчах, одержали право на участь у змаганнях Світової групи 2009, а ті, що зазнали поразки, долучилися до Світової групи II 2009.

## Ізраїль — Чехія
| Ізраїль ISR 2 | Canada Stadium, Рамат-га-Шарон (Ізраїль) 26–27 квітня 2008 Акриловий хард (відкритий) | Canada Stadium, Рамат-га-Шарон (Ізраїль) 26–27 квітня 2008 Акриловий хард (відкритий) | Чехія CZE 3 |     |     |  |
| \| \| \| \| 1 \| 2 \| 3 \| \| \| - \| ------------- \| -------------------------------------------------------- \| ----- \| --- \| --- \| \| \| 1 \| Ізраїль Чехія \| Шахар Пеєр Петра Квітова \| 6 2 \| 3 6 \| 0 6 \| \| \| 2 \| Ізраїль Чехія \| Ципора Обзилер Луціє Шафарова \| 6 0 \| 3 6 \| 6 4 \| \| \| 3 \| Ізраїль Чехія \| Шахар Пеєр Івета Бенешова \| 78 66 \| 3 6 \| 4 6 \| \| \| 4 \| Ізраїль Чехія \| Ципора Обзилер Петра Квітова \| 6 3 \| 6 4 \| \| \| \| 5 \| Ізраїль Чехія \| Ципора Обзилер / Шахар Пеєр Івета Бенешова / Квета Пешке \| 4 6 \| 3 6 \| \| \| |                                                                                       |                                                                                       |             |     |     |  |
| |                                                                                       |                                                                                       | 1           | 2   | 3   |  |
| 1 | Ізраїль Чехія                                                                         | Шахар Пеєр Петра Квітова                                                              | 6 2         | 3 6 | 0 6 |  |
| 2 | Ізраїль Чехія                                                                         | Ципора Обзилер Луціє Шафарова                                                         | 6 0         | 3 6 | 6 4 |  |
| 3 | Ізраїль Чехія                                                                         | Шахар Пеєр Івета Бенешова                                                             | 78 66       | 3 6 | 4 6 |  |
| 4 | Ізраїль Чехія                                                                         | Ципора Обзилер Петра Квітова                                                          | 6 3         | 6 4 |     |  |
| 5 | Ізраїль Чехія                                                                         | Ципора Обзилер / Шахар Пеєр Івета Бенешова / Квета Пешке                              | 4 6         | 3 6 |     |  |

## Аргентина — Німеччина
| Аргентина ARG 3 | Pilara Tenis Club, Буенос Айрес (Аргентина) 26–27 квітня 2008 Червоний ґрунт (відкритий) | Pilara Tenis Club, Буенос Айрес (Аргентина) 26–27 квітня 2008 Червоний ґрунт (відкритий) | Німеччина GER 2 |     |      |  |
| \| \| \| \| 1 \| 2 \| 3 \| \| \| - \| ------------------- \| ------------------------------------------------------------ \| --- \| --- \| ---- \| \| \| 1 \| Аргентина Німеччина \| Хісела Дулко Сабіне Лісіцкі \| 6 2 \| 6 2 \| \| \| \| 2 \| Аргентина Німеччина \| Хорхеліна Краверо Мартіна Мюллер \| 1 6 \| 0 6 \| \| \| \| 3 \| Аргентина Німеччина \| Хісела Дулко Мартіна Мюллер \| 6 2 \| 6 4 \| \| \| \| 4 \| Аргентина Німеччина \| Бетіна Йосамі Анджелік Кербер \| 6 3 \| 6 1 \| \| \| \| 5 \| Аргентина Німеччина \| Хорхеліна Краверо / Бетіна Йосамі Сабіне Лісіцкі / Ясмін Вер \| 0 6 \| 6 1 \| 62 7 \| \| |                                                                                          |                                                                                          |                 |     |      |  |
| |                                                                                          |                                                                                          | 1               | 2   | 3    |  |
| 1 | Аргентина Німеччина                                                                      | Хісела Дулко Сабіне Лісіцкі                                                              | 6 2             | 6 2 |      |  |
| 2 | Аргентина Німеччина                                                                      | Хорхеліна Краверо Мартіна Мюллер                                                         | 1 6             | 0 6 |      |  |
| 3 | Аргентина Німеччина                                                                      | Хісела Дулко Мартіна Мюллер                                                              | 6 2             | 6 4 |      |  |
| 4 | Аргентина Німеччина                                                                      | Бетіна Йосамі Анджелік Кербер                                                            | 6 3             | 6 1 |      |  |
| 5 | Аргентина Німеччина                                                                      | Хорхеліна Краверо / Бетіна Йосамі Сабіне Лісіцкі / Ясмін Вер                             | 0 6             | 6 1 | 62 7 |  |

## Японія — Франція
| Японія JPN 1 | Ariake Coliseum, Токіо (Японія) 26–27 квітня 2008 Plexipave (закритий) | Ariake Coliseum, Токіо (Японія) 26–27 квітня 2008 Plexipave (закритий) | Франція FRA 4 |     |   |  |
| \| \| \| \| 1 \| 2 \| 3 \| \| \| - \| -------------- \| -------------------------------------------------- \| --- \| --- \| - \| \| \| 1 \| Японія Франція \| Моріта Аюмі Амелі Моресмо \| 0 6 \| 2 6 \| \| \| \| 2 \| Японія Франція \| Ай Суґіяма Віржіні Раззано \| 1 6 \| 5 7 \| \| \| \| 3 \| Японія Франція \| Ай Суґіяма Амелі Моресмо \| 1 6 \| 4 6 \| \| \| \| 4 \| Японія Франція \| Накамура Айко Віржіні Раззано \| 4 6 \| 4 6 \| \| \| \| 5 \| Японія Франція \| Ай Суґіяма / Моріта Аюмі Наталі Деші / Алізе Корне \| 6 1 \| 6 3 \| \| \| |                                                                        |                                                                        |               |     |   |  |
| |                                                                        |                                                                        | 1             | 2   | 3 |  |
| 1 | Японія Франція                                                         | Моріта Аюмі Амелі Моресмо                                              | 0 6           | 2 6 |   |  |
| 2 | Японія Франція                                                         | Ай Суґіяма Віржіні Раззано                                             | 1 6           | 5 7 |   |  |
| 3 | Японія Франція                                                         | Ай Суґіяма Амелі Моресмо                                               | 1 6           | 4 6 |   |  |
| 4 | Японія Франція                                                         | Накамура Айко Віржіні Раззано                                          | 4 6           | 4 6 |   |  |
| 5 | Японія Франція                                                         | Ай Суґіяма / Моріта Аюмі Наталі Деші / Алізе Корне                     | 6 1           | 6 3 |   |  |

## Італія — Україна
| Італія ITA 3 | Geovillage, Ольбія (Італія) 26–27 квітня 2008 Червоний ґрунт (відкритий) | Geovillage, Ольбія (Італія) 26–27 квітня 2008 Червоний ґрунт (відкритий) | Україна UKR 2 |      |     |  |
| \| \| \| \| 1 \| 2 \| 3 \| \| \| - \| -------------- \| ------------------------------------------------------------- \| --- \| ---- \| --- \| \| \| 1 \| Італія Україна \| Франческа Ск'явоне Марія Коритцева \| 3 6 \| 7 60 \| 7 5 \| \| \| 2 \| Італія Україна \| Карін Кнапп Альона Бондаренко \| 3 6 \| 3 6 \| \| \| \| 3 \| Італія Україна \| Франческа Ск'явоне Альона Бондаренко \| 7 5 \| 6 3 \| \| \| \| 4 \| Італія Україна \| Сара Еррані Катерина Бондаренко \| 6 3 \| 6 2 \| \| \| \| 5 \| Італія Україна \| Сара Еррані / Карін Кнапп Марія Коритцева / Тетяна Перебийніс \| 6 0 \| 64 7 \| 3 6 \| \| |                                                                          |                                                                          |               |      |     |  |
| |                                                                          |                                                                          | 1             | 2    | 3   |  |
| 1 | Італія Україна                                                           | Франческа Ск'явоне Марія Коритцева                                       | 3 6           | 7 60 | 7 5 |  |
| 2 | Італія Україна                                                           | Карін Кнапп Альона Бондаренко                                            | 3 6           | 3 6  |     |  |
| 3 | Італія Україна                                                           | Франческа Ск'явоне Альона Бондаренко                                     | 7 5           | 6 3  |     |  |
| 4 | Італія Україна                                                           | Сара Еррані Катерина Бондаренко                                          | 6 3           | 6 2  |     |  |
| 5 | Італія Україна                                                           | Сара Еррані / Карін Кнапп Марія Коритцева / Тетяна Перебийніс            | 6 0           | 64 7 | 3 6 |  |